# Luise Gubitzer
Luise Gubitzer (* 17. September 1952 in Sankt Stefan, Steiermark) ist eine österreichische Universitätsprofessorin und politische Ökonomin. Sie war bis 2016 Institutsvorständin am Institut für Institutionelle und Heterodoxe Ökonomie der Wirtschaftsuniversität Wien.

## Auszeichnungen
Gubitzer erhielt 2002 den Salzburger Landespreis für Zukunftsforschung.

## Publikationen
- mit Jörg Flecker, Franz Tödtling: Betriebliche Selbstverwaltung und eigenständige Regionalentwicklung am Beispiel der Genossenschaften von Mondragon. siehe: Mondragon Corporation, Interdisziplinäres Institut für Raumordnung, Stadt- und Regionalentwicklung, Wien 1985.
- Geschichte der Selbstverwaltung. Arbeitsgemeinschaft Sozialpolitischer Arbeitskreise, München 1989, ISBN 3-923126-62-X.
- mit Peter Heintel, Erich Kitzmüller: Zukunft der Arbeit. Die Debatte in Hernstein. Symposion 1995 Schloss Hernstein, IFF, Klagenfurt 1996.
- (Hrsg.): Schöne Wirtschaft, herrliche Zeiten. Ein Wirtschaftsdialog von und mit Frauen. Dr.-Karl-Renner-Institut 1995, Wien 1996, ISBN 3-85464-012-9.
- (Hrsg.): Salbei und Opernduft. Reflexionen über Wissenschaft. Zeitschrift für Hochschuldidaktik, Studien-Verlag, Innsbruck 1999, ISBN 3-7065-1358-7.
- mit Thomas Krobath (Hrsg.): Frauen im kirchlichen Ehrenamt. Bedeutung, Motivation und Arbeitssituation ehrenamtlich tätiger Frauen in der Evangelischen Kirche in Österreich. Kurzfassung der Ergebnisse des Forschungsprojektes. Evangelische Akademie, Wien 2001.
- mit Birgit Trukeschitz (Hrsg.): Frauen und Budget. Frauen, Forschung und Wirtschaft – Band 15, Verlag Lang, Frankfurt am Main 2004, ISBN 3-631-51290-2.
- mit Susanne Schunter-Kleemann (Hrsg.): Gender Mainstreaming. Durchbruch der Frauenpolitik oder deren Ende? Kritische Reflexionen einer weltweiten Strategie. Frauen, Forschung und Wirtschaft – Band 17, Verlag Lang, Frankfurt am Main 2004, ISBN 3-631-53251-2.